# Antoniadi (krater)
Antoniadi är en nedslagskrater på planeten Mars. Kratern är namngiven efter den franske astronomen Eugène Antoniadi.
Kratern har en diameter på ungefär 400 km.